# 石森令一
石森 令一（いしもり りょういち、1954年 - ）は、日本の実業家。東北インフォメーション・システムズ社長。

## 人物
宮城県大崎市出身。1972年宮城県古川高等学校卒業。1976年一橋大学法学部卒業後、東北電力に入社。電気事業連合会出向、東北電力東京支社業務課長、 東北電力企画部課長、東北インテリジェント通信出向等を経て、2011年から東北電力執行役員お客さま本部副本部長・お客さま本部営業部長を、2014年から東北電力常務取締役お客さま本部副部長を、2015年からは同本部長をそれぞれ務め、2016年には同年より始まった電力自由化に対応して新料金プランを発表。2017年1月にはカメイと連携した電気と液化石油ガスのセット販売による新料金プランを発表した。同年東北インフォメーション・システムズ代表取締役社長に就任。この間東日本放送第42期番組審議会委員等も務めた。

## 略歴
- 宮城県古川高等学校卒業
- 一橋大学法学部卒業
- 東北電力入社。
- 常務取締役就任
- 東北インフォメーション・システムズ取締役社長就任